# Адекенов, Сергазы Мынжасарович
Сергазы Мынжасарович Адекенов (каз. Серғазы Мыңжасарұлы Әдекенов; род. 15 августа 1956, село Егиндыбулак, Карагандинская область) — казахстанский учёный, доктор химических наук (1992), профессор (1993), член-корреспондент Национальной академии наук Казахстана (1995), академик Национальной академии наук (2003), Лауреат Государственной премии в области науки и техники (2007), заслуженный деятель РК (2015).

## Биография
В 1978 году с отличием окончил химический факультет Карагандинского государственного университета.
Трудовую деятельность С. М. Адекенов начал в Химико-металлургическом институте АН КазССР (г. Караганда). С августа 1978 г. по октябрь 1983 г. работал старшим лаборантом, инженером, младшим научным сотрудником лаборатории химии гербицидов, затем — химии природных соединений Химико-металлургического института Академии наук Казахской ССР (г. Караганда). С октября 1983 г. он работал в Институте органического синтеза и углехимии Национальной Академии Наук Республики Казахстан младшим, старшим научным сотрудником. А с марта 1985 г. по апрель 1995 г. он был избран по конкурсу заведующим данной лаборатории.
В 1983 г. С. М. Адекенов защитил кандидатскую диссертацию «Исследование сесквитерпеновых лактонов некоторых растений семейства Сложноцветных». В 1992 г. в Специализированном Диссертационном Совете Института биоорганической химии им. М. М. Шемякина РАН (г. Москва) защитил докторскую диссертацию на тему «Сесквитерпеновые лактоны растений Казахстана. Строение, свойства и применение».
В 1994 году Национальная Академия наук РК приняла решение о реорганизации Карагандинского отдела Главного ботанического сада НАН РК и организации Института фитохимии на базе лаборатории химии природных соединений Института органического синтеза и углехимии НАН РК, объединив ее с вышеназванным отделом ботанического сада.
В 1995 году Глава государства во время рабочего визита в Карагандинскую область посетил экспериментальный участок по производству нового противоопухолевого препарата «Арглабин». Убедившись в уникальности проекта молодых ученых, увидев перспективы отечественной фармацевтической промышленности, Президент страны поддержал инициативу по открытию Института фитохимии и взял осуществление данной идеи под свой патронаж.
Таким образом, в 1995 году на базе лаборатории химии природных соединений, опытного цеха фитопрепаратов Института органического синтеза и углехимии и Карагандинского отдела Главного ботанического сада был организован Институт фитохимии НАН РК.
В 2005 году Институт фитохимии МОН РК реорганизован в АО "Научно-производственный центр «Фитохимия», а в 2009 году — в Международный научно-производственный холдинг «Фитохимия». Все эти реорганизации связаны с развитием научно-производственной структуры предприятия.
В апреле 1995 г. назначен директором Института фитохимии Национальной Академии наук Республики Казахстан (г. Караганда), с апреля 2006 г. по апрель 2009 г. — президентом АО "Научно-производственный центр «Фитохимия», а с апреля 2009 г. по настоящее время является председателем правления АО "Международный научно-производственный холдинг «Фитохимия».
В 1995 г. избран членом-корреспондентом Национальной Академии наук Республики Казахстан, а с 2003 г. — академиком Национальной Академии наук Республики Казахстан.
С 2001 г. по 2004 г. работал по совместительству Генеральным директором Национального центра по биотехнологии РК, избран академиком — секретарем Центрально-Казахстанского отделения НАН РК.
Вся трудовая и научная деятельность С. М. Адекенова связана с химией природных соединений. Им впервые выполнено многоаспектное, системное исследование сесквитерпеновых лактонов растительного сырья Казахстана, включающее поиск сырьевых источников, разработку технологичных методов выделения, установления строения и стереохимии молекул данных соединений, изучение их химических свойств и выход в конечном итоге на практически ценные вещества. По результатам данных работ проведено химическое изучение более 500 видов растений флоры Казахстана, из которых выделено и идентифицировано более 1000 природных соединений и на их основе синтезировано более 2000 новых биологически активных производных.
В его разработках решается научная проблема, имеющая важное практическое значение, в частности, в создании ценных препаратов для нужд медицины и сельского хозяйства. Им разработаны фундаментальные положения, совокупность которых можно квалифицировать как новое крупное достижение в развитии химии природных соединений.
С. М. Адекенов — автор более 1700 научных работ, в том числе более 20 монографий и методических рекомендаций, имеет более 100 авторских патентов на изобретения, из них 20 зарубежных. Индекс Хирша 8.

## Основные научные труды
1. Сесквитерпеновые лактоны растений Центрального Казахстана. — А-Ата: Наука, 1987. — 240 с.
2. Химия сесквитерпеновых лактонов. -А-Ата: Гылым. 1990. — 188с.
3. Synthesis and crystal structure of pyrazoline derivative of pulegone // Heterocycles. — 2000. — V.53. — № 12. — Р. 2002—2006.
4. Sesquiterpene lactones from endemic species of the family Asteraceae // Chemistry of natural compounds. — 2013. — V.49. — № 1. — P. 158—162.
5. Новые соединения на основе природного арглабина. Регио- и стереоселективные синтезы (обзор) // Известия РАН (серия химическая). — 2015. — № 4. — С. 743—751.
6. Chemical modification of arglabin and biological activity of its new derivatives // Fitoterapia. — Novara. — 2016. — V.110. — Р. 196—205.

## Награды
Указом Президента Республики Казахстан № 451 от 03.12.2007 г. С. М. Адекенову присуждена Государственная премия РК в области науки и техники за цикл работ «Развитие в Казахстане исследований по химии природных сесквитерпеновых лактонов, поиску и созданию на их основе новых лекарственных веществ, организация промышленного производства оригинальных отечественных фитопрепаратов».
За весомый вклад в развитие социально-экономической сферы и науки в Республике награжден орденом «Құрмет», медалями «Ерен еңбегі үшін», «Астана», «10 лет Независимости РК», «10 лет Конституции РК», « 10 лет Парламента РК», Грамотой Верховного Совета Казахстана, знаками «Отличник здравоохранения Казахстана», «За заслуги в развитии науки Республики Казахстан», «Заслуженный работник химической промышленности РК». Международным Биографическим Центром Кембриджа (Великобритания) присвоено звание «Международной ученый 2001 г.» с награждением золотой медалью.
Удостоен индивидуального гранта Международного научного фонда Сороса и Исламского фонда «СОMSTECH» (Пакистан). Ему неоднократно присуждалась государственная стипендия для выдающихся ученых Республики Казахстан.
В 2009 году Национальным центром научно-технической информации ему присуждена первая премия «Парасат» в номинации «Наиболее публикуемые казахстанские авторы за рубежом».
В 2010 году С. М. Адекенов удостоен диплома Международного агентства «Thomson Reuters» лауреата в номинации "Казахстанские авторы с наибольшей публикуемой активностью в «Web of Science».
В 2010 году награжден золотой медалью № 001 имени Первого Президента Нурсултана Абишевича Назарбаева «За особые достижения в науке».
В 2015 году Указом Президента РК № 124 от 3.12.2015 г. ему присвоено звание «Қазақстанның еңбек сіңірген қайраткері».